# Donncha O'Callaghan
Pour les articles homonymes, voir O'Callaghan.

a Compétitions nationales et continentales officielles uniquement.

b Matchs officiels uniquement.
Dernière mise à jour le 8 mai 2019.
Donnchadh Fintan O'Callaghan, né le 24 mars 1979 à Cork (Irlande), est un joueur international irlandais de rugby à XV évoluant au poste de deuxième ligne (1,98 m pour 113 kg). Il joue au sein du club des Worcester Warriors en Premiership depuis 2015, ainsi qu'en équipe d'Irlande entre 2003 et 2013.

## Biographie

### Munster et carrière internationale
Donncha O'Callaghan a joué son premier match avec le Munster le 4 septembre 1998 contre l'Ulster dans le cadre d'un match inter-provincial.
Il était titulaire lors de la victoire du Munster 37-17 en finale de la Ligue Celte contre Neath le 1er février 2003. Il était également titulaire lors de la victoire 27-16 en finale de la ligue Celte contre Llanelli Scarlets le 14 mai 2005.
Il faisait partie de l'équipe du Munster qui a gagné la H-Cup 2005-2006 en inscrivant notamment un essai lors de la victoire contre le Castres Olympique au stade des poules. Il était titulaire lors de la finale de H-Cup qui a vu le Munster s'imposer 19-23 face au Biarritz Olympique. Il s'agissait là du premier titre européen pour O'Callaghan ainsi que pour le Munster.
O'Callaghan est devenu le 9e joueur du Munster à atteindre les 200 sélections lors du match de ligue contre les Glasgow Warriors le 14 avril 2012. Avec 263 apparitions, il détient le record du nombre de matchs joué avec le Munster.
Pendant sa carrière en province ou internationale, il fut associé de très nombreuses fois avec Paul O'Connell, formant un attelage redoutable en seconde ligne. Il fait partie de l'équipe victorieuse du Grand Chelem lors du Tournoi des Six Nations 2009.
Le 19 mars 2011, il remporte avec l'équipe d'Irlande la dernière rencontre du tournoi des six nations 2011 face à l'Angleterre. Ce succès, de très belle facture, net (24-8) et engagé permet aux Irlandais de finir 3e du tournoi.

## Carrière

### En club
- 1998-2015 : Munster
- 2015-2018 : Worcester Warriors

### En équipe nationale
Il a obtenu sa première cape internationale le 22 mars 2003 à l'occasion d'un match contre l'équipe du pays de Galles à Cardiff (pays de Galles), et sa dernière cape le 9 mars 2013 contre l'équipe de France à Dublin (Irlande).

## Palmarès

### En club
- Vainqueur de la Coupe d'Europe en 2006 et 2008
- Finaliste de la Coupe d'Europe en 2000 et 2002
- Vainqueur de la Celtic League en 2003, 2009 et 2011

### En équipe nationale
- Grand Chelem en 2009
- Vainqueur de la Triple Couronne en 2004, 2006, 2007 et 2009

### Personnel
- Record du nombre de matchs joués avec le Munster (263)

## Statistiques en équipe nationale
- 94 sélections (67 fois titulaire, 27 fois remplaçant)
- 5 points (1 essai)
- Sélections par année : 7 en 2003, 6 en 2004, 6 en 2005, 11 en 2006, 10 en 2007, 10 en 2008, 8 en 2009, 9 en 2010, 13 en 2011, 10 en 2012, 4 en 2013
- Tournois des Six Nations disputés : 2003, 2004, 2005, 2006, 2007, 2008, 2009, 2010, 2011, 2012, 2013

En Coupe du monde :
- 2003 : 2 sélections (Roumanie, Australie)
- 2007 : 4 sélections (Namibie, Géorgie, France, Argentine)
- 2011 : 5 sélections (États-Unis, Australie, Russie, Italie, pays de Galles)

Avec les Lions britanniques et irlandais :
- 4 sélections (3 fois titulaire, 1 fois remplaçant)
- Sélections par année : 3 en 2005, 1 en 2009